# Helen Cordelia Angell
Helen Cordelia Angell (née Coleman, Horsham, West Sussex, januari 1847 – Kensington, Londen, 8 maart 1884) was een Engels aquarellist.

## Biografie
Helen Cordelia was de vijfde dochter van de twaalf kinderen van Henrietta Dendy en William Thomas Coleman, een arts. Ze kreeg thuis les. Samen met haar zus, pottenbakster Rose Rebecca Coleman, leerde ze schilderen en tekenen van hun oudere broer William Stephen Coleman, die een pottenbakkersatelier had in South Kensington.
Haar vroege aquarellen werden voor het eerst tentoongesteld in de Dudley Gallery in Londen in 1864. Ze trouwde met Thomas William Angell op 15 oktober 1874. Hij was een postmeester en een amateurkunstenaar.
Angell was lid van zowel de Royal Watercolor Society als het Royal Institute of Painters in Water Colours, die haar in 1875 een lidmaatschap toekende. Voor zijn dood noemde aquarelschilder William Henry Hunt Coleman zijn enige opvolger. Van 1879 tot aan haar dood was ze Flower Painter in Ordinary van koningin Victoria. Haar schilderij Study of a bird's nest  werd opgenomen in het boek Women Painters of the World uit 1905. Haar werk is ook te vinden in de collectie van het Victoria and Albert Museum in Londen.
Angell stierf op 8 maart 1884 op 37-jarige leeftijd aan baarmoederkanker.

## Galerij

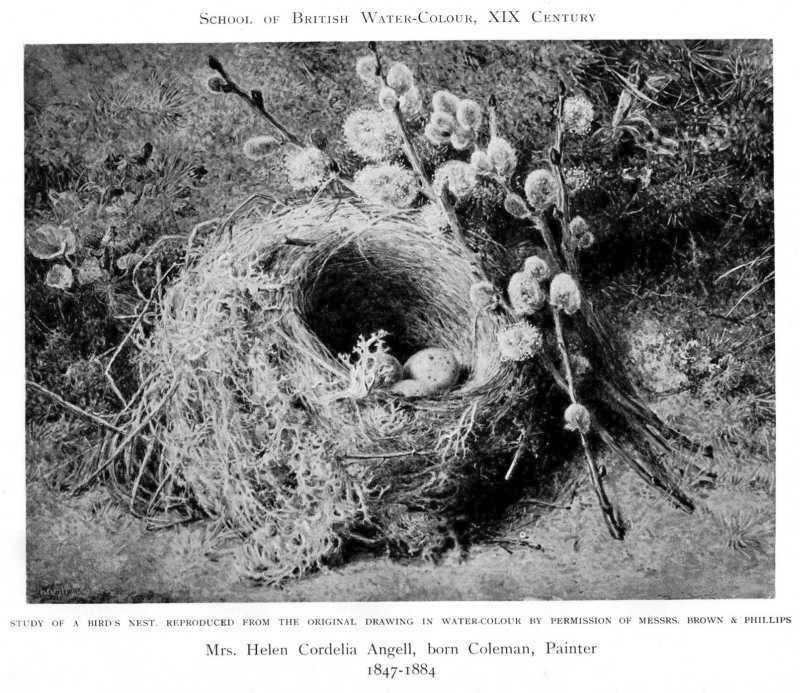
Study of a bird's nest, jaren 1880
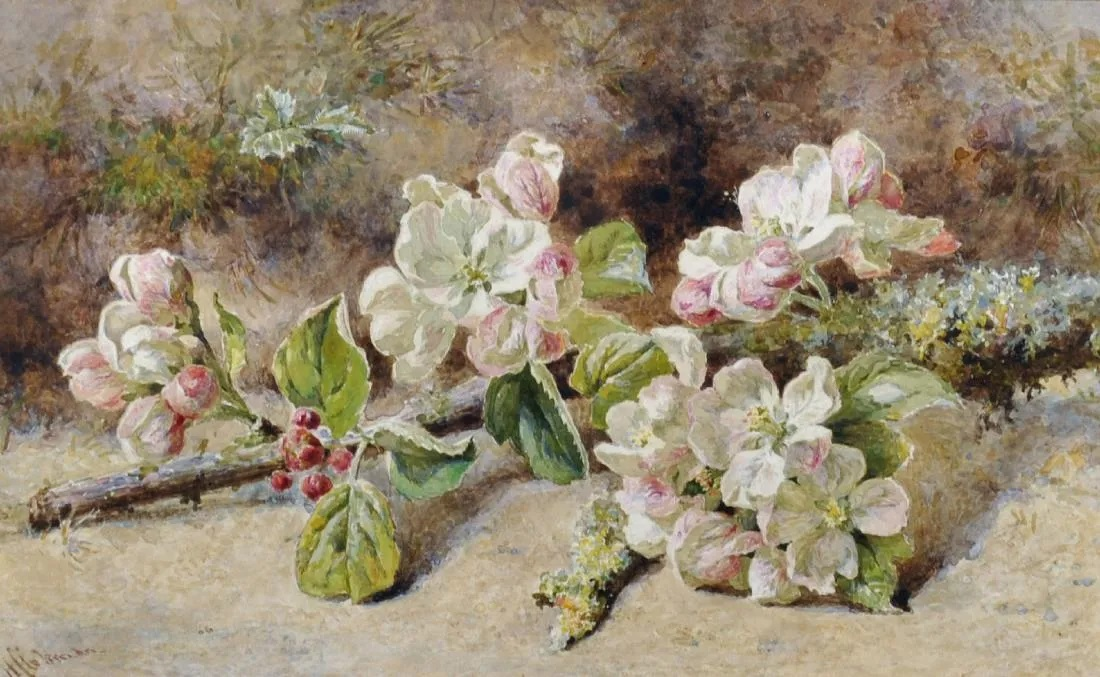
Apple blossoms
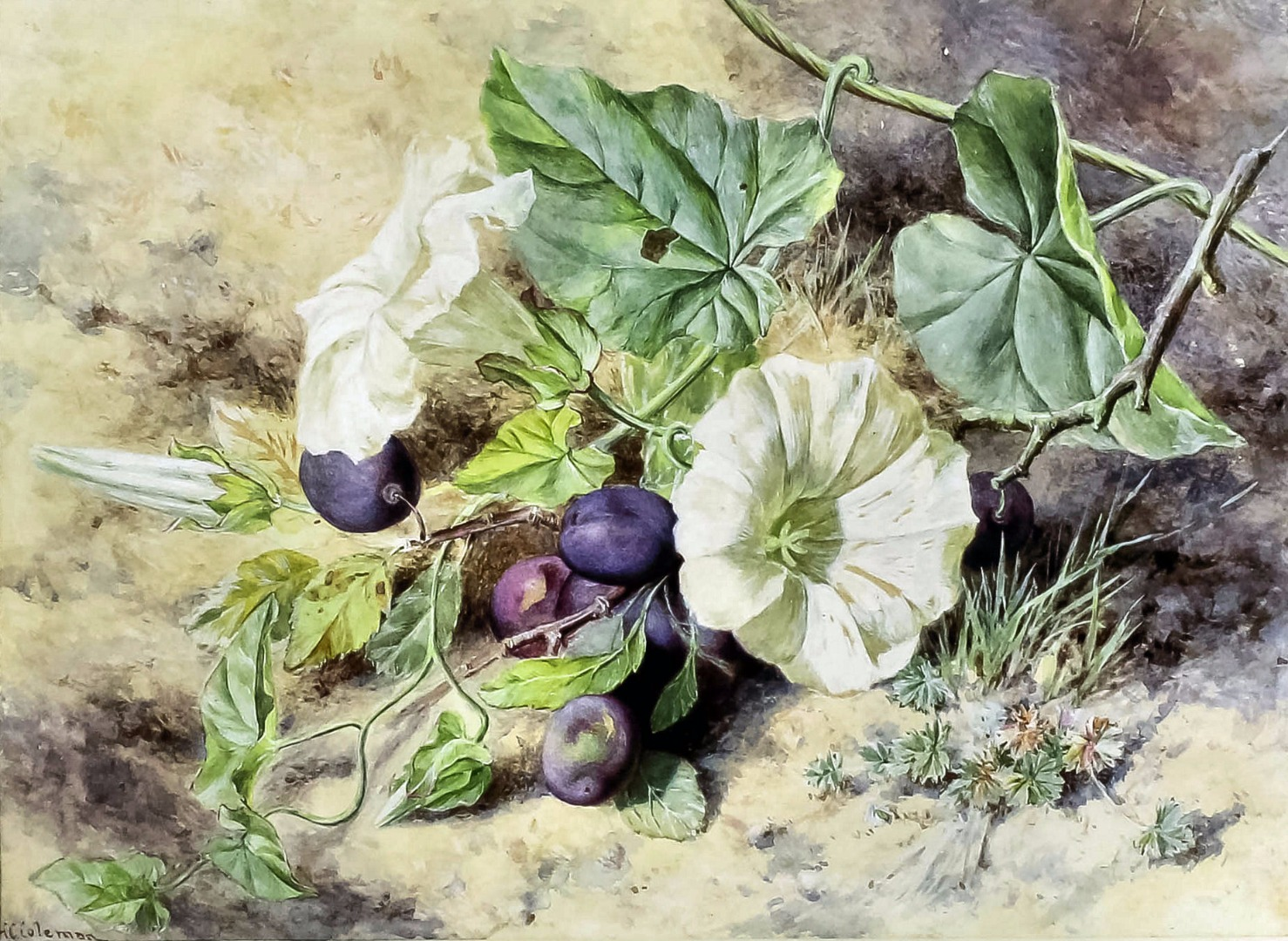
Study of Convolvulus